# 綱啓永
綱 啓永（つな けいと、1998年12月24日 - ）は、日本の俳優。本名同じ。千葉県船橋市出身。ワタナベエンターテインメント所属。
第30回ジュノン・スーパーボーイ・コンテストでグランプリを受賞（17293名の中の頂点）。

## 略歴
2017年、日本大学生産工学部環境安全工学科1年生の時に、第30回ジュノン・スーパーボーイ・コンテストでグランプリに選ばれる。また、コンテスト史上初の敗者復活によるグランプリでもある。
2018年3月、芸能事務所20社が競合した。面接時に、コンテストの最終審査である告白のアドバイスをしてくれたスタッフが、ワタナベエンターテインメントのスタッフであったことが分かり、縁を感じて同社に所属することにした。
2018年、テレビドラマ『文学処女』にて連続ドラマ初出演。
2019年、『騎士竜戦隊リュウソウジャー』にてリュウソウブルー / メルト役で出演。
2020年、戦隊終了後ドラマ特区『ホームルーム』にて、図書委員長・矢作健役で出演。
2022年、10月期TBS系火曜ドラマ『君の花になる』で作品内のアイドルグループ・8LOOMのメンバー古町有起哉役としてゴールデンプライムタイム連続ドラマ初レギュラー出演し、放送開始前の9月21日には1stシングル「Come Again」を発売して音楽活動も行う。
2024年2月7日に、綱啓永 OFFICIAL FANCLUB『Tsuna mar』を開設した。

## 人物
- 新型コロナウイルス感染症の拡大に伴う自粛期間中、ファンを楽しませようと、インスタライブにておうちツナ時間を開催した[11]。
- 『リュウソウジャー』で共演した一ノ瀬颯は、綱について「現場で監督に怒られても落ち込んでいる様子を周りに見せず、打たれ強いメンタルである」と評している[12]。東映チーフプロデューサーの丸山真哉は、綱を起用した理由について「『もっと前に出たい』という主張が嫌味になっていない人柄が役にふさわしかった」と語っている[13]。

## 受賞歴
2024年
- 第7回スニーカーベストドレッサー賞 俳優部門

## 出演

### テレビドラマ
- 文学処女（2018年9月10日 - 10月29日、MBS） - 川端龍之介 役[15]
- 騎士竜戦隊リュウソウジャー（2019年3月17日 - 2020年3月1日、テレビ朝日） - メルト / リュウソウブルー 役[16][17]
- やじ×きた 元祖・東海道中膝栗毛 第7話（2019年5月18日、BSテレ東） - 妖之助 役
- ホームルーム（2020年1月24日 - 3月27日、MBS） - 矢作健 役[18]
- マリーミー! 第5話・第6話（2020年11月1日・6日、ABCテレビ・テレビ朝日） - 三ツ木誠 役[19]
- 遺留捜査 第6シリーズ 第3話（2021年1月28日、テレビ朝日） - 柊登夢 役[20]
- 男コピーライター、育休をとる。 第1話（2021年7月9日、WOWOW）
- 顔だけ先生（2021年10月9日 - 12月18日、東海テレビ・フジテレビ） - 坂本佑太 役[21][22]
- この初恋はフィクションです 第9話 - 第12話・第22話・第38話・最終話（2021年10月25日 - 28日・11月16日・12月14日・16日、TBS） - 早川修哉 役[23]
- デキないふたり（2022年1月3日、テレビ朝日） - 桃川勇希 役[24]
- インバージョン（2022年3月18日・19日、MBS） - 田中弘樹 役[25]
- 武士が、マックで店員になった件。（2022年5月18日 - 6月1日、関西テレビ） - 羽嶋英世 役[26]
- モトカレ←リトライ 第7話（2022年5月19日、MBS 他） - 水野 役[27]
- 君の花になる（2022年10月18日 - 12月20日、TBS） - 古町有起哉 役[9][28][29]
- ひともんちゃくなら喜んで 第3話 - 最終話（2023年1月29日 - 3月19日、ABCテレビ・テレビ朝日） - 美澄レイ 役[30]
- 土曜はナニする!? イケドラ（2023年2月4日 - 2月25日、関西テレビ・フジテレビ） - 主演[31]
- バツイチがモテるなんて聞いてません（2023年2月24日 - 3月31日、MBS） - 満井絢斗 役[32]
- 明日、私は誰かのカノジョ シーズン2（2023年5月3日 - 6月28日、MBS・TBS） - 隼斗 役[33]
- ばらかもん（2023年7月12日 - 9月20日、フジテレビ） - 木戸浩志 役[34]
- ぼさにまる（2023年10月11日 - 11月29日、フジテレビ） - 主演・優磨 役（上白石萌音と森愁斗とトリプル主演）[35]
- 恋愛のすゝめ（2023年11月22日 - 2024年1月17日、TBS） - 主演・鳳啓介 役[36][37]
- すっぴんヒーロー（2024年2月24日、TBS） - べっぴんヒーローに助けられた人 役[38]
- 366日（2024年4月8日 - 6月17日、フジテレビ） - 吉幡和樹 役[39]
- 夜ドラ 未来の私にブッかまされる!?（2024年10月7日 - 11月28日 、NHK総合） - 主演・五十嵐頼人 役[40]

### 映画
- スーパー戦隊シリーズ（東映） - メルト / リュウソウブルー 役
  - 騎士竜戦隊リュウソウジャー THE MOVIE タイムスリップ!恐竜パニック!!（2019年7月26日公開）[41]
  - 劇場版 騎士竜戦隊リュウソウジャーVSルパンレンジャーVSパトレンジャー（2020年2月8日公開）[42]
  - 騎士竜戦隊リュウソウジャー 特別編 メモリー・オブ・ソウルメイツ（2021年2月20日公開）[43]
- HiGH&LOW THE WORST（2019年10月4日公開、松竹）
- ショコラの魔法（2021年6月18日公開、イオンエンターテイメント） - カカオ・テオブロマ 役[44]
- 違う惑星の変な恋人（2024年1月26日公開、SPOTTED PRODUCTIONS） - モー 役[45]
- 恋わずらいのエリー（2024年3月15日公開、松竹） - 高城礼雄 役[46]
- 新米記者トロッ子 私がやらねば誰がやる!（2024年8月9日公開、東映ビデオ / SPOTTED PRODUCTIONS） - 松山秋 役[47]
- 女神降臨（ソニー・ピクチャーズ エンタテインメント） - 五十嵐悠 役[48][49]
  - 女神降臨 Before 高校デビュー編（2025年3月20日公開）
  - 女神降臨 After プロポーズ編（2025年5月1日公開）
- ネムルバカ（2025年3月20日公開、ポニーキャニオン） - 田口 役[50][51]
- #真相をお話しします（2025年4月25日公開、東宝） - サラリーマン 役[52]
- 代々木ジョニーの憂鬱な放課後（2025年10月24日公開予定、SPOTTED PRODUCTIONS）[53]
- WIND BREAKER / ウィンドブレイカー（2025年12月5日公開予定、ワーナー・ブラザース映画） - 蘇枋隼飛 役[54][55]

### 配信ドラマ
- ひねくれ女のボッチ飯 第5話（2021年5月22日、Paravi）
- 私が獣になった夜 第4話（2021年7月9日、ABEMA） - 主演・矢崎薫 役[56]
- パパとママになる前に〜ボーイズ版〜（2021年8月21日 - 、TERMINAL PF）  - 花園 役[57]
- 騎士竜戦隊リュウソウジャー THE LEGACY OF The Master's Soul（2021年10月17日、東映特撮ファンクラブ） - メルト 役[58]
- ラブシェアリング（2022年3月27日 - 、ひかりTV） - 仲山公平 役[59]
- -50kgのシンデレラ（2022年8月12日 - 9月23日、Paravi） - 田嶋凌介 役[60]
- 成長戦隊ノビルンジャー（2023年2月9日 - 、For-Sチャンネル） - 主演・ビタミンB群 役（小宮璃央と水石亜飛夢とトリプル主演）[61]
- ぼさにまる（2023年9月22日 - 10月13日、FOD） - 主演・優磨 役（上白石萌音と森愁斗とトリプル主演）[62]

### オリジナルビデオ
- 魔進戦隊キラメイジャーVSリュウソウジャー（2021年8月4日、東映ビデオ） - メルト / リュウソウブルー 役[63]

### 舞台
- つかこうへい没後10年追悼イベント 朗読 蒲田行進曲完結編『銀ちゃんが逝く』（2020年7月10日 - 12日・23日 - 26日、紀伊國屋ホール）
- タンブリング（2021年6月11日 - 13日、大阪：COOL JAPAN PARK OSAKA WWホール / 6月17日 - 24日、東京：TBS赤坂ACTシアター） - 鈴木昌平 役[64][65]
- マーダーミステリーシアター「演技の代償」Replay（2021年7月19日、配信） - 暁零士 役[66]
- マーダーミステリーシアター「裏切りの晩餐」（2021年12月14日、配信） - 近藤篤志 役[67]
- う蝕（2024年2月10日 - 3月3日、シアタートラム / 3月9日・10日、兵庫県立芸術文化センター 阪急 中ホール / 3月16日、Niterra日本特殊陶業市民会館 ビレッジホール） - 主演[68][69]
- ワタナベエンターテインメント Diverse Theater 第2弾『Too young』（2025年11月13日 - 24日〈予定〉、紀伊國屋ホール） - ジャック 役[70]

### ウェブ番組
- 恋とオオカミには騙されない（2021年2月14日 - 5月2日、AbemaTV）[71]

### CM
- エニトグループ マッチングアプリ「with」（2023年10月13日 - ）[72]

### 玩具
- 騎士竜戦隊リュウソウジャー リュウソウケン -MEMORIAL EDITION-（2020年9月）
- 騎士竜戦隊リュウソウジャー ガイソーケン -MEMORIAL EDITION-（2022年2月）

### 情報番組
- めざましテレビ（2023年8月2日・9日・16日・30日、フジテレビ） - マンスリーエンタメプレゼンター[73]

### その他
- JFA第45回全日本U－12サッカー選手権大会（2021年） - 応援サポーター[74][注 1]

## ディスコグラフィ

### キャラクターソング
| 発売日        | 商品名                                                | 歌               | 楽曲      | 備考                                             |
| ------------- | ----------------------------------------------------- | ---------------- | --------- | ------------------------------------------------ |
| 2020年2月19日 | 騎士竜戦隊リュウソウジャー キャラクターソングアルバム | メルト（綱啓永） | 「Merge」 | テレビドラマ『騎士竜戦隊リュウソウジャー』関連曲 |
| 2020年3月18日 | 騎士竜戦隊リュウソウジャー 全曲集                     | メルト（綱啓永） | 「Merge」 | テレビドラマ『騎士竜戦隊リュウソウジャー』関連曲 |

### 参加作品
- 綱啓永×加藤大悟「雨は二度上がる」（2021年5月23日）

## 書籍

### 写真集
- 綱啓永1st写真集『繋がり』（2023年4月28日、主婦と生活社）[76][77]ISBN 978-4-39115-990-5
- 綱啓永1stパーソナルブック『27ルール』（2023年11月27日、ワン・パブリッシング）[78]ISBN 978-4-65120-400-0

### カレンダー
- 綱啓永 2025年カレンダー（2025年1月14日、ワン・パブリッシング）[79]